# عبد المولى البغدادي
عبد المولى محمد البغدادي (7 مارس 1938، طرابلس - 20 نوفمبر 2020، طرابلس)، شاعر وكاتب وأستاذ جامعي ليبي. له ديوان شعري اسمه «على جناح نورس» بالإضافة إلى مجموعة قصائد أخرى متفرقة.

## نشأته وتعليمه
ولد بقرية شط الهنشير بطرابلس في فترة الاحتلال الإيطالي، وعاش والده محمد البغدادي محنة اليتم بعد أسر أبيه وترحيله إلى إيطاليا وترك أولاده لكفالة الأقارب. وفي هذا قال عبد المولى

تلقى عبد المولى تعليمه الأول في معهد أحمد باشا الديني حيث نال منه الشهادة الثانوية، ثم حصل على درجة الليسانس من كلية اللغة العربية بمدينة البيضاء عام 1965. وفي عام 1971 حصل على درجة الدكتوراه مع مرتبة الشرف الأولى من جامعة الأزهر. منذ عودته إلى طرابلس شغل عبد المولى عدة مناصب في التدريس الجامعي وكوكيل التربية ثم أمين لجنتها الشعبية ثم نائب أمين اللجنة الشعبية لجامعة الفاتح. سافر إلى روما في عام 1981 للعمل في النشر ثم أوفد إلى الحبشة لتدريس اللغة العربية في جامعة أديس بابا إلى أن غادرها في عام 1989. انتدب إلى مالطا لتدريس العربية أيضاً وعمل في جامعتها. ويعمل حالياً أستاذاً بقسم اللغة العربية بكلية الآداب في جامعة الفاتح بطرابلس. شارك في عدة مهرجانلت ومنتديات شعرية وأدبية منها مهرجان الشعر العربي الفرنسي. وعكاظية الشعر العربي بالجزائر سنة 2010.

## شعره
أصدر عبد المولى ديوان «على جناح نورس» في عام 1999. وتضمن قصائد منها «أشواق عربية مهاجرة إلى الحبشة»، التي يصفها الشاعر والناقد المصري فاروق شوشة ب «انجاز شعري يحسب لصاحبها، وصفحة بديعة من صفحات الشعر الليبي». وفيها

تناول شعره أيضاً عدداً من القضايا العربية التي عكست فكره القومي كما في قصيدتي «غزة تحت النار» و«هكذا موت الرجال». وتناول الناقد والباحث الأكاديمي عبد الاله الصايغ تحليلاً نصياً لرائية البغدادي في كتاب «بكائيات على مقام العشق النزاري»، ومن قصائده التي عرضت نقداً «اللامية» التي بلغت أبياتها 231 بيتاً وقد تم تناولها تحليلاً كمعارضة لبردة البوصيري. ومطلعها
في يناير 2012 نشر الشارع قصيدة نثرية بعنوان «الصلح والحياة» في مناجاة لوطنه ليبيا بعد ثورة 17 فبراير.

## مؤلفاته
- الشعر الليبي الحديث، مذاهبه وأهدافه (أطروحة دكتوراة في جامعة الأزهر)
- على جناح نورس 1999
- مولاي عبدك بين اليأس والأمل 2000

## وفاته
أصيب بمرض فيروس كورونا 2019 وتوفي يوم الجمعة 20 نوفمبر 2020.